# 紀元前27年
紀元前27年（きげんぜん27ねん）は、ユリウス暦では日曜日から始まる平年である。

## 他の紀年法
- 干支 : 甲午
- 日本
  - 垂仁天皇3年
  - 皇紀634年
- 中国
  - 前漢 : 河平2年
- 朝鮮
  - 高句麗 : 東明聖王11年
  - 新羅 : 赫居世31年
  - 檀紀2307年
- 仏滅紀元 : 517年
- ユダヤ暦 : 3734年 - 3735年

## できごと

### ローマ

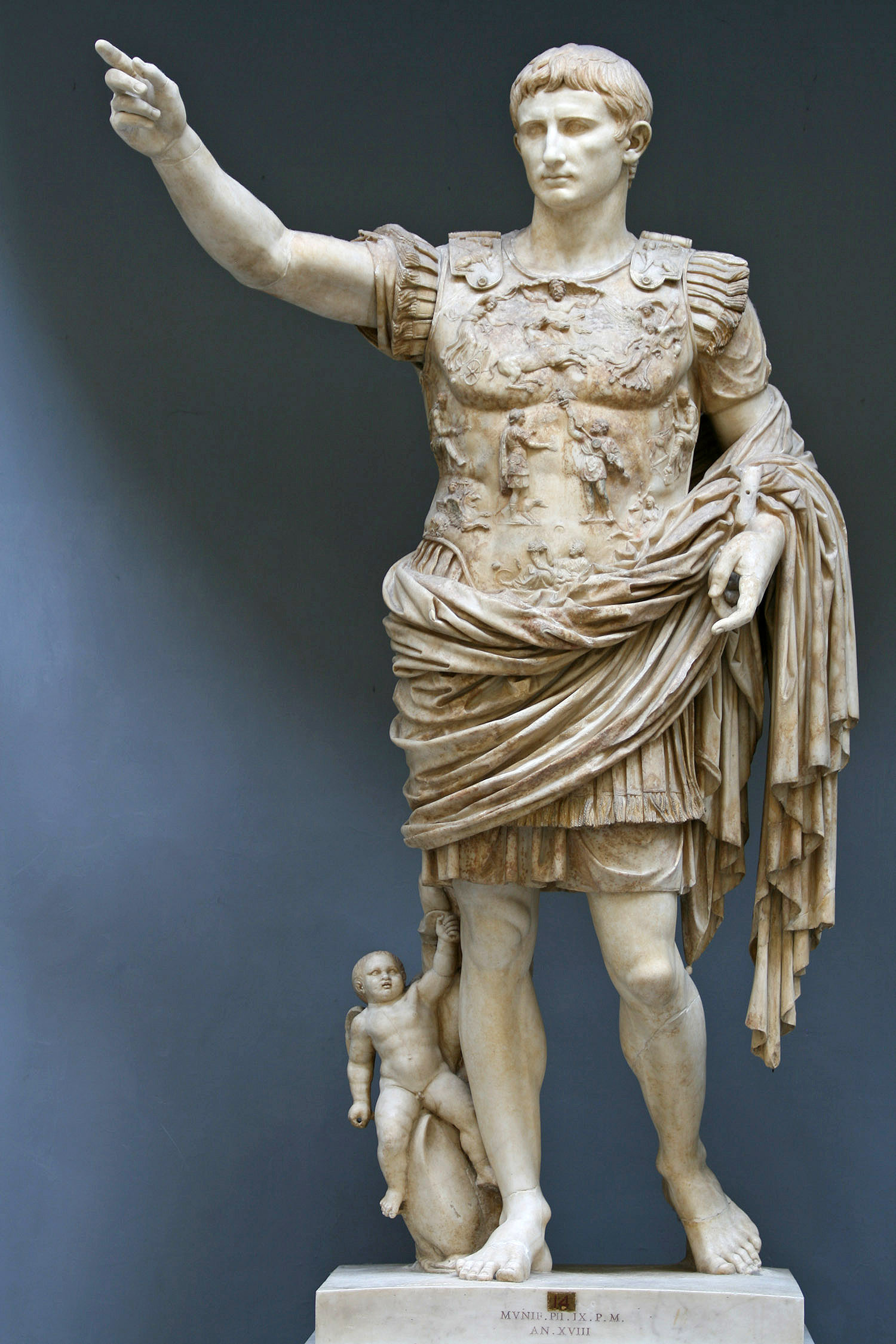
初代ローマ皇帝アウグストゥス（オクタヴィアヌス）

- アクティウムの海戦でライバルのアントニウスを破ってローマの最高権力を握ったオクタヴィアヌスは、1月13日、自身が掌握していた独裁権力を元老院に返上し、ローマを共和政に戻すことを宣言する。感激した元老院は、16日にオクタヴィアヌスに「アウグストゥス（尊厳なる者）」の称号を与えることを全会一致で可決するものの、しかしこれは養父ユリウス・カエサルの構想していた帝政への移行を実現させようと密かに考えていたオクタヴィアヌスの巧妙な擬態であった。オクタヴィアヌスは以後この尊称の下に様々な特権を付与され、ローマにおいて執政官よりも抜きん出る特異な権力を有する地位を築くことに成功する。これは実質的なローマ皇帝の誕生であり、後世の歴史学では紀元前27年のこの時をもって共和政ローマの帝政への移行、すなわちローマ帝国の開闢と考える。
- アウグストゥス、7度目の執政官に就任。同僚の執政官はマルクス・ウィプサニウス・アグリッパ（3度目の選出）。
- エジプトにあるメムノンの巨像に地震でひびが入った。

## 誕生
- 哀帝、前漢の第12代皇帝（+ 紀元前1年）

## 死去
- マルクス・テレンティウス・ウァロ、共和政ローマの学者（* 紀元前116年）

## 参考
- Reference for Octavian considering the name Romulus: W.H. Gross, 'The Propaganda of an Unpopular Ideology,' in The Age of Augustus: Interdisciplinary Conference held at Brown University, April 30–May 2, 1982, edited by Rolf Winkes (Rhode Island: Centre for Old World Archaeology and Art, 1985), 35.

Retrieved from "en:27 BC"